# Trichopteryx microloba
Trichopteryx microloba är en fjärilsart som beskrevs av Inoue 1943. Trichopteryx microloba ingår i släktet Trichopteryx och familjen mätare. Inga underarter finns listade i Catalogue of Life.